# 오하시 모토후미
오하시 모토후미(일본어: 大橋 基史, 1987년 6월 24일 ~ )는 일본의 전 축구 선수이다.

## 구단 경력
과거 츠바이겐 가나자와에서 활동하였다.